# PowerPC A2
Il PowerPC A2 è un core a 64 bit multithread di architettura Power sviluppato da IBM che implementa le specifiche Power ISA v.2.06. Le CPU che utilizzano questo core variano da 2,3 GHz con 16 core dal consumo di 65 W, a 1,4 GHz con 4 core dal consumo di 20 W. Ogni core A2 è capace di elaborare 4 thread contemporaneamente, possiede una cache L1 di 16 KB + 16 KB (istruzioni + dati) ed esegue le istruzioni in ordine.

## Prodotti

### PowerEN
Il PowerEN (Power Edge of Network) o "wire-speed processor", è stato progettato come un ibrido tra un normale network processor, per lo switching ed il routing dei pacchetti di rete, e un tipico processore da server, per la manipolazione dei dati. È stato presentato l'8 febbraio 2010 alla ISSCC 2010.
Ogni chip ha 16 core A2 (64 thread totali), 8 MB di cache e una serie di componenti dedicati a compiti specifici, come gli acceleratori per l'eleborazione XML, la crittografia, la compressione dei dati e le espressioni regolari. Ha inoltre 4 porte 10 Gigabit Ethernet e 2 canali PCIe. Possono essere connessi fino a 4 processori in configurazione SMP senza l'ausilio di altri chip di supporto. Il PowerEN è costituito da 1,43 miliardi di transistor su un die di 428 mm², fabbricato con un processo a 45 nm.

### Blue Gene/Q
Blue Gene/Q è una CPU a 18 core funzionante a 1,6 GHz, con speciali componenti per una rapida
commutazione di contesto dei thread, una rete di interconnessione toroidale 5D e un I/O a 10 Gbit. Ogni core possiede inoltre una FPU a 4 pipeline capace di elaborare 8 istruzioni per ciclo di clock, che può essere usata per eseguire normali operazioni scalari, istruzioni SIMD a 4 operandi o istruzioni SIMD a 2 operandi su numeri complessi.
I core sono collegati tramite un crossbar switch, operante alla metà della velocità dei core, a una cache L2 da 32 MB eDRAM. Un chip Blue Gene/Q ha due controller DDR3 funzionanti a 1,33 GHz, capaci di supportare fino a 16 GB RAM.
Il Blue Gene/Q utilizza 16 core per il calcolo e uno dedicato al funzionamento del sistema operativo. Quest'ultimo core si occupa degli interrupt, dell'I/O asincrono, delle comunicazioni MPI, delle funzionalità RAS e può essere utilizzato per il calcolo in caso di problemi ad uno degli altri 16 core. Il diciottesimo core è di scorta e utilizzato solo nel caso in cui uno degli altri risultasse difettoso in produzione o dovesse danneggiarsi durante il funzionamento.
Il chip è prodotto con il processo SOI a 45 nm di IBM, ed è capace di fornire 205 GFlops a 1,6 GHz consumando 55 W. Il die ha dimensioni 19x19 mm (359.5 mm²) ed è formato da 1,47 miliardi di transistor.